# Aenigmanemertes norenburgi
Aenigmanemertes norenburgi är en djurart som tillhör fylumet slemmaskar, och som beskrevs av Scott D. Sundberg och Gibson 1995. Aenigmanemertes norenburgi ingår i släktet Aenigmanemertes och familjen Emplectonematidae. Inga underarter finns listade i Catalogue of Life.